# Hjalmar Andersson
Svensk Hjalmar Zakeus Andersson (Ljusnarsberg, 23 luglio 1889 – Insjön, 2 novembre 1971) è stato un mezzofondista svedese.
Nel 1912 partecipò ai Giochi olimpici di Stoccolma, dove conquistò la medaglia d'argento nella corsa campestre e quella d'oro nel cross a squadre insieme ai connazionali John Eke e Josef Ternström.

## Palmarès
| Anno | Manifestazione  | Sede      | Evento          | Risultato | Prestazione | Note |
| ---- | --------------- | --------- | --------------- | --------- | ----------- | ---- |
| 1912 | Giochi olimpici | Stoccolma | Cross           | Argento   | 45'44"8     |      |
| 1912 | Giochi olimpici | Stoccolma | Cross a squadre | Oro       | 10 p.       |      |